# 齋藤利三
斋藤利三（1534年—1582年），日本战国人物，原为稻叶山城步兵大将，侍奉斋藤家当主斋藤龙兴。稻叶山城被织田信长所破后，仕官于织田家，为明智光秀家臣。1582年参与明智光秀發动的本能寺之变，在山崎合战後被捕，最終被處以磔刑。
值得一提的是，其女兒是後來德川幕府第三代將軍家光的乳娘及被後水尾天皇賜名春日局的斋藤福．